# Sede titolare di Civitate
Civitate (in latino: Civitatensis) è una sede titolare della Chiesa cattolica.

## Storia
Civitate fu sede di diocesi, istituita nell'XI secolo.
Essendo la città ridotta a scarse rovine disabitate, il 21 febbraio 1580 papa Gregorio XIII con la bolla Pro excellenti trasferì la sede della diocesi da Civitate a San Severo, e la diocesi assunse il nuovo nome di diocesi di San Severo.
Dal 1968 Civitate è annoverata tra le sedi vescovili titolari della Chiesa cattolica; dal 12 aprile 2008 il vescovo titolare è Juan Ignacio Arrieta Ochoa de Chinchetru, segretario del Dicastero per i testi legislativi.

## Cronotassi dei vescovi titolari
- Martin Michael Johnson † (8 gennaio 1969 - 23 novembre 1970 dimesso)
- Juan Alfredo Arzube † (9 febbraio 1971 - 25 dicembre 2007 deceduto)
- Juan Ignacio Arrieta Ochoa de Chinchetru, dal 12 aprile 2008